# Knipperlé
Le  knipperlé est un cépage français de raisins blancs.

## Origine et répartition géographique
Le knipperlé est un cépage de cuve alsacien. Il fut largement multiplié à la  fin du XVIIIe siècle grâce au travail du pépiniériste Johann Michael Ortlieb, qui l'importait en 1756 à Riquewihr.
Le knipperlé a été classé recommandé en Alsace mais il ne fait pas partie de l'encépagement des vins AOC.
En 1999 des chercheurs de l'Université de Californie à Davis ont soumis 322 échantillons de vigne à des analyses génétiques poussées. En tout, 16 cépages, dont le knipperlé, sont le résultat de croisements entre le Gouais blanc et le Pinot. Il s'agit de l'aligoté, de l'aubin vert, de l'auxerrois, du bachet noir, du beaunoir, du chardonnay, du dameron, du franc noir de la Haute-Saône, du gamay blanc Gloriod, du gamay, du knipperlé, du melon, du peurion, du romorantin, du roublot et du sacy.

## Aptitudes culturales
La maturité est de deuxième époque: 10 jours après le chasselas. 

## Potentiel technologique
Les grappes et les baies du knipperlé sont petites à moyennes. La grappe est cylindrique et parfois ailée. Le cépage est de bonne vigueur mais la production est irrégulière. Il est très sensible à la pourriture grise et à la cochylis. Le knipperlé est en voie de disparition.

## Synonymes
Le knipperlé est connu sous les noms de beli kleschiz, breisgauer riesling, colmer, drobni kleshiz, Elsässer, eltinger, faktor, früher Ortlieber, gelber Ortlieber, grüner Ortlieber, kipperlé, kleiner Gelber, kleiner Methüsser, kleiner Räuschling, klescec, knackerle, kniperlé, libiza, mali javor, mielleux petit, Ortlieber, Ortliebi, Ortliebstraube, Öttlinger, petit mielleux, plant de Riquewihr, Reichenweiherer, Rungauer, Sibiza, Türkheimer et  Weißer Ortlieber.